# スフラー
スフラー
（Sukhra、またはスフラー・カーレーン）はサーサーン朝の貴族。カーレーン家出身で、484年から493年まで大宰相（ウズルグ・フラマーダール）を務め、サーサーン朝の事実上の支配者となった。ペーローズ1世、バラーシュ、カワード1世の3人の皇帝（シャーハンシャー）の治世に活躍した。父のザルミフル・ハザルウフトやザルミフル・カーレーンと混同される。
スフラーの名前が史上に初めて登場したのは、484年に、ペーローズ1世から大宰相に任命されたときである。しかし、同年にペーローズ1世はエフタルとの戦争に敗れて戦死し、帝国の東部領土を喪失した。スフラーはペーローズ1世の敵を討つため、エフタル領に侵攻し、エフタル軍を破った。
エフタル戦役から帰還すると、スフラーは貴族らから称賛を受けた。皇帝にはペーローズ1世の弟バラーシュが即位したが、実際はスフラーが統治の実権を握っていた。488年にはバラーシュを廃して、ペーローズ1世の息子カワード1世を擁立して、実権を保持し続けた。493年、スフラーはカワード1世によってシラーズに追放された。スフラーの反乱を恐れたカワード1世は、レイのシャープールに協力を求め、シャープールがスフラーを打ち負かすと、スフラーはクテシフォンに連行されて処刑された。

## 生涯

### ペーローズ1世の死とバラーシュの治世

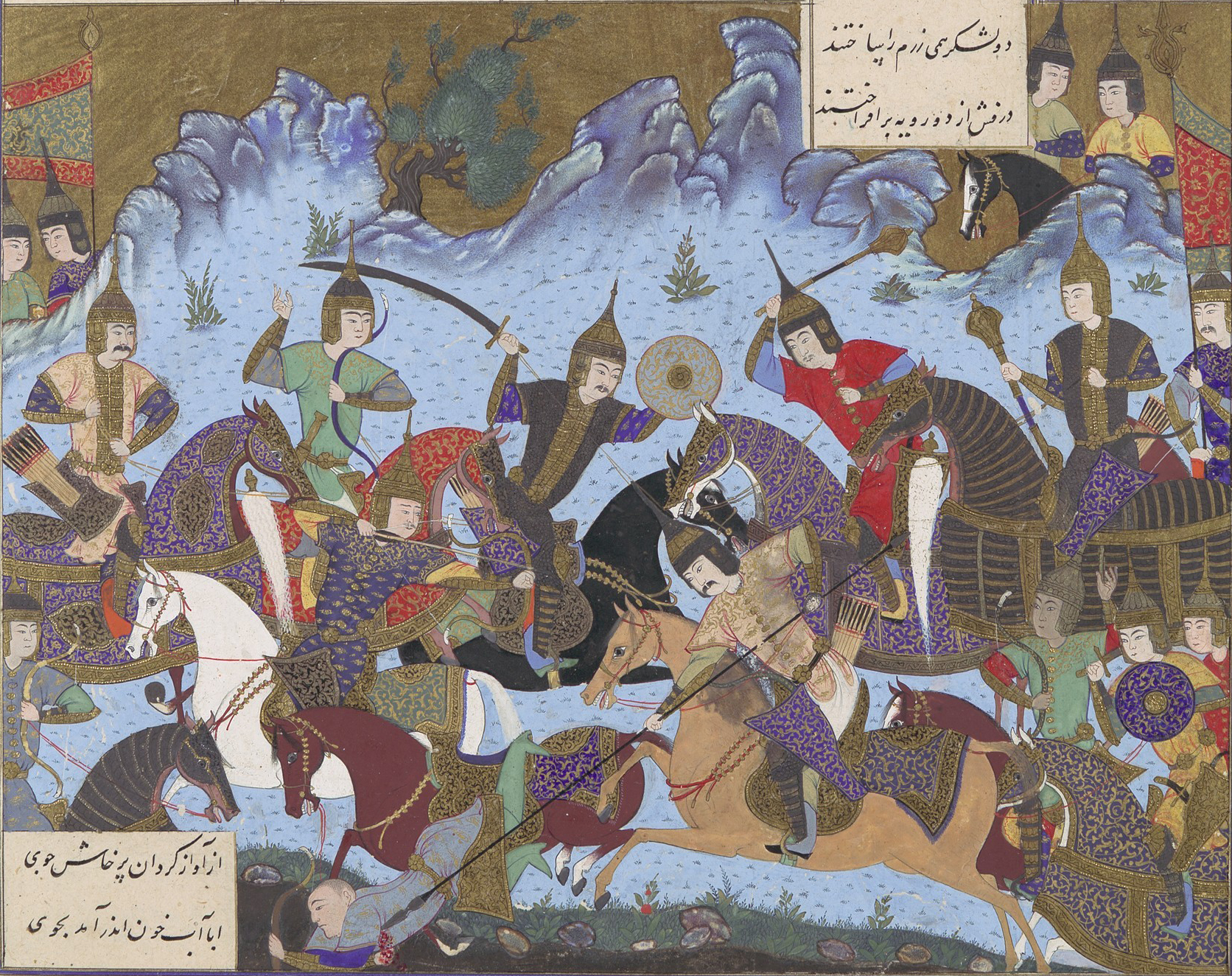
シャー・ナーメより、エフタル軍を打ち破るスフラー。

パールス州のアルダシール・ファッラフに属するシーラーズで、スフラーは生まれた。その父はアルメニアでマルズバーン（地方総督）として活躍したザルミフル・ハザルウフト（ザルミフル・カーレーン）である。484年、ペーローズ1世はエフタルに軍事侵攻する前に、弟のバラーシュを副王に任命し、スフラーを大宰相に任命した。タバリーによれば、スフラーは大宰相に任命される前に、サカスターンの支配者であった。しかし、ペーローズ1世はエフタルに敗れ（エフタル・サーサーン戦争 (484年)、一説によればヘラートの戦いとも）、戦死した。
アルダシール・ファッラフにいたスフラーは、残されたサーサーン朝の軍の大半を率いて出征した。ゴルガーンの地に着くと、エフタル王ホシュナヴァーズはサーサーン朝軍の侵攻の情報を得て、部下に迎撃の準備をさせた。そして、スフラーに対して「あなたの名前と役職、目的を教えよ」と使者を送った。スフラーがホシュナヴァーズに返事をすると、次は「ペーローズ1世と同じ過ちを犯すことになる」と脅した。
しかし、スフラーはホシュナヴァーズの脅しに怯まず、進軍しエフタル軍を破った。ホシュナヴァーズは和平を求めたが、スフラーは、ペーローズ1世から奪った財宝、ゾロアスター教の聖職者（モウベド）、ペーローズ1世の娘のペーローズドゥフトなど、ホシュナヴァーズが略奪したすべてのものをサーサーン朝に返納するという条件でのみ和平を受け入れるとした。ホシュナヴァーズはスフラーの要求を呑み、和平を結んだ。
サーサーン朝の首都クテシフォンに凱旋すると、貴族たちが「スフラーを大いなる敬意をもって出迎え、その功績を称え、皇帝以外は誰もなり得ないほど高貴な地位に引き立てた」。ペーローズ1世時代に実権を握っていたミフラーン家出身の、シャープール・ミフラーンとともにバラーシュはサーサーン朝の新しい皇帝に担ぎ上げ、戴冠させた。この際、バラーシュの弟のザリル（pal:ザーレル）もまた、帝位を主張したため、アルメニアで反乱を起こしていたヴァハン・マミコニアンに譲歩して、その軍事力で反乱を鎮圧している。しかし、バラーシュは貴族やゾロアスター教聖職者たちに不人気であり、わずか4年後の488年に廃位された
。スフラーはバラーシュの廃位にも大きく携わっていて、ペーローズ1世の息子カワード1世を新たな皇帝に即位させた。ミスカワイヒの記録によれば、スフラーはカワード1世の母方の叔父にあたった。

### カワード1世の治世とスフラーの失脚
カワード1世の治世でもスフラーは権力を握っていた。若く経験が浅いカワード1世は、その治世の最初の5年間の間、スフラーが後見した。この期間、カワード1世は表向きの支配者であり、事実上はスフラーが帝国を支配した。タバリーはスフラーの権勢を力説している。「スフラーは王国の統治と諸事の管理を任された。人々はスフラーのもとを訪ねてあらゆる交渉を行い、カワード1世は重要でないとみなされ、その命令は軽視された。」カワードではなく、スフラーには多くの地方や上流階級から、貢物が納められた。スフラーは王室の財務と軍事力をも掌握した。493年、カワード1世はスフラーの支配に終止符を打とうとして、イラン南西部の故郷シーラーズにスフラーを追放した。追放したにも関わらず、王冠以外のすべてを手に入れていたスフラーは、カワード1世を王位に就けたことを誇った。
スフラーの反乱を恐れたカワードは、スフラーを政治から完全に取り除こうとした。しかし、軍隊はスフラーの影響化にあり、そもそもサーサーン朝の軍隊はカーレーン家を始めとするパルティア系貴族（特に七大貴族）に依存していたため、事に及ぶには軍事力が不足していた。そこで、カワードはシャープールに解決策を見出した。シャープールは七大貴族ミフラーン家の出身で、スフラーとは対立していた。シャープールは、旗下の軍隊や不満を抱いていた貴族たちを率いてシーラーズに進軍し、スフラーを打ち破り、クテシフォンでスフラーを投獄した。生かしておくには、権力が強すぎたと判断されたスフラーは処刑された。スフラーの処刑は、一部の貴族たちの不満につながり、カワード1世の国王としての権力が弱まった。

## 死後の影響
反カーレーン家勢力によるスフラーの処刑後、カーレーン家はその勢力を回復している。スフラーの息子ザルミフル・カーレーンは、カワード1世が弟ジャーマースプに王位を奪われるとその復位に尽力した。スフラーの別の息子であるボゾルグメフル（pal:ウズルグミフル・ボーフタラーン・カーレーン）は、カワード1世の復位後に大宰相に任命されており、ミフラーン家カワードの後継者であるホスロー1世の治世中もその職にいた。その後は、ホスロー1世の後継者であるホルミズド4世の下でスパーフベドとして仕えた。ザルミフル・カーレーンとスフラーのまた別の息子カーリーンは、ホスロー1世の突厥遠征に従事し、その褒賞としてザルミフル・カーレーンはザーブリスターン、カーリーンはタバリスターンの土地を与えられた。これが11世紀まで命脈を保ったカーレーン・ヴァンド朝の起源とされている。
スフラーの息子スィーマーフ・ブルゼーンも、ホスロー1世の治世でホラーサーンのクストのスパーフベドを務めた。スィーマーフはホスロー1世が死の間際に後継者の指名に、意見を伺われるほど重用されていた。